# Leksand Superstars

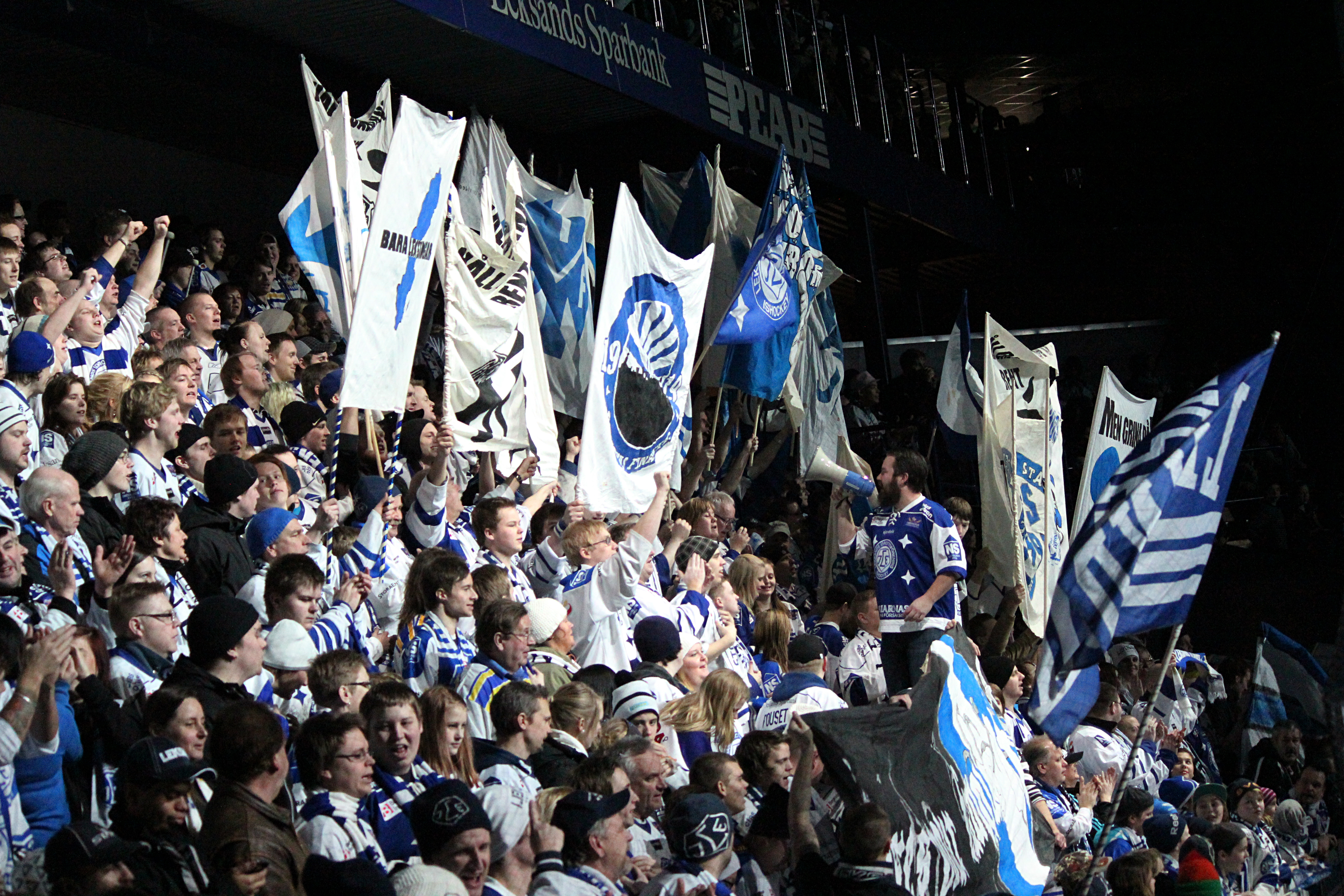
Leksands hejarklack (huvudsakligen Superstars), vid megafonen klackledare Emil Nilsén.

Leksand Superstars är den officiella supporterklubben till Leksands IF ishockey.
Supporterklubben grundades 7 december 1995 av Torbjörn Olsson och Fredrik Grandelius. Superstars var under säsongen 16/17 2700 medlemmar, vilket är föreningens högsta notering.  
Superstars hjälper även Leksands IF på andra vis än klackverksamhet, bland annat genom kampanjen Drömliraren. Genom att samla in pengar kunde man på så vis bidra till att få hem målvakten Johan Hedberg till säsongen 2004/2005. Säsongen 2007/2008 gjordes en liknande insats när Leksands IF skrev nytt kontrakt med den lovande målvakten Eddie Läck och 2008/2009 bidrog Superstars till kontraktsförlängningen med Pierre-Édouard Bellemare.
Det finns även en rad andra supporterföreningar till Leksands IF, som är mer eller mindre fristående från Leksand Superstars:
- Tokiga Masar Götaland - regional supporterförening med säte i Götaland, i synnerhet i Jönköping
- Superstars Sthlm - regional supporterförening från Stockholm
- Tokiga Masar Åland - regional supporterförening från Åland
- Mälarmasarna - regional supporterförening med huvudsakligt säte i Västerås-Eskilstuna
- Wermlands Lexingar - regional supporterförening från Värmland som flitigt anordnar resor till Karlstad och Karlskoga
- Leksand Tifo Crew - ansvariga för tifoverksamheten i Tegera Arena.
- Widdes Wänner - fristående tifogrupp som hyllar enskilda spelare i Leksand
- Superstars Gotland - regional supporterförening från Gotland